# Station Ryder Brow
Ryder Brow is een spoorwegstation van National Rail in Gorton, Manchester in Engeland. Het station is eigendom van Network Rail en wordt beheerd door Northern Rail. Het station is geopend in 1985.